# Pierangelo Garegnani
Pierangelo Garegnani (Milán, 9 de agosto de 1930-Lavagna, 14 de octubre de 2011) fue un economista italiano y profesor de la Universidad de Roma III. Fue Director de la Fondazione Centro Piero Sraffa di Studi e Documenti en el Federico Caffè School of Economics, y también Albacea literario de los trabajos, documentos y papers dejados por el economista Piero Sraffa en la Biblioteca de Wren de la Universidad de Cambridge.
El profesor Garegnani fue uno de los principales críticos teóricos de los economistas neoclásicos. Publicó muchos libros y artículos referentes a la teoría económica clásica desde Ricardo a Sraffa, como fundamento teórico alternativo para analizar la economía capitalista. Parte de sus contribuciones fueron publicadas por la Royal Economic Society. En la década de los 80, Garegnani trabajó como profesor visitante en la The New School.